# Barbara Kudrycka

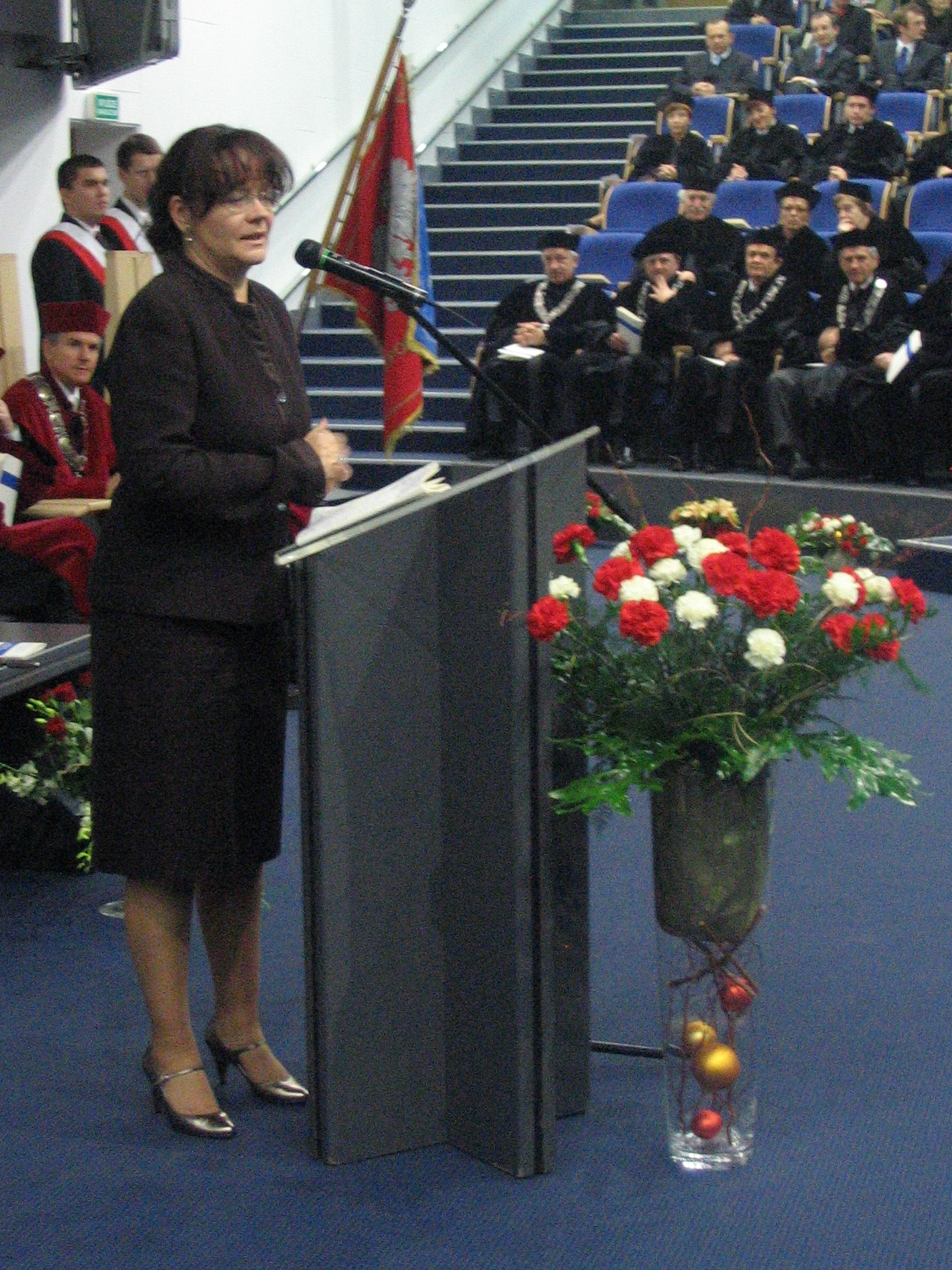
Barbara Kudrycka

Barbara Kudrycka este un om politic polonez, membru al Parlamentului European în perioada 2004-2009 din partea Poloniei. 